# Mahishya
Die Mahishya (IAST: Māhiṣya) ist eine traditionelle bengali-hinduistische Ackerbauern- und Kriegerkaste. Sie war die größte Kaste im ungeteilten Bengalen. Die Mahishya waren und sind immer noch eine äußerst vielfältige Kaste, die alle möglichen Klassen in Bezug auf materielle Bedingungen und Ränge umfasst. Die Gemeinschaft hat eine Geschichte von bedeutendem landwirtschaftlichem, wirtschaftlichem und politischem Einfluss in Bengalen.

## Ursprung, Epigraphie und Texte
Die Kalaikuri-Sultanpur-Kupferplatteninschrift von 440 n. Chr. bringt die Anwesenheit von Kaivartaśarman, einem Brahmin-Kuṭumbin (bauernständischer Landbesitzer), in der lokalen Versammlung (adhikaraṇa) in Varendra während der Gupta-Periode ans Licht.
Laut einigen hinduistischen Schriften wie der Yājñavalkya Smṛti und dem Gautama Dharmasutra wird die Entstehung der Mahishya aus einer Verbindung eines Kshatriya-Vaters und einer Vaishya-Mutter beschrieben, eine Abstammung, die in traditionellen Texten oft günstig betrachtet wird. Das Brahma Vaivarta Purana, das verschiedene Mischkasten beschreibt, weist auch dem Kaivarta eine ähnliche Herkunft zu (Kshatriya-Vater und Vaishya-Mutter), ein Begriff, der historisch mit den Mahishya in Verbindung gebracht wird, die Ackerbau betrieben. Diese Abstammung, an der Eltern aus traditionell höheren Varnas beteiligt sind, unterscheidet sich von anderen gemischten Ursprüngen, die in den Texten beschrieben werden. Der Begriff Mahishya ist mit dieser spezifischen schriftlichen Herkunft verbunden und unterscheidet die Gemeinschaft von Gruppen wie den Jalia Kaibarta, die mit anderen Ursprüngen und Berufen verbunden sind und traditionell Fischfang betrieben.
Der Text Chandimangal aus dem späten sechzehnten Jahrhundert erwähnte einen Typ von Dāsas, die Bauern waren. Der Begriff Chasi-Kaibarta erschien erstmals in Bharatchandra Rays Annada Mangal (1753).

## Geschichte
Die Gruppe, die heute als Mahishya bekannt ist, war ursprünglich als Kaibarta oder Kaivartas bekannt. Vom achten bis zum dreizehnten Jahrhundert gibt es zahlreiche Beispiele von Kaivartas, die Posten als Administratoren und Rechtsbeamte innehatten. Während des Pala-Regimes fungierten viele Kaivartas, abwechselnd mit vielen Brahmanen, als Minister an königlichen Höfen. Im elften Jahrhundert tötete Divya, ursprünglich ein Feudalherr (Samanta), in einer rebellischen Feindschaft Mahipala II, eroberte Varendra und errichtete dort ein Regime. Für kurze Zeit unterwarf sich Varendra der Oberhoheit von drei Kaivarta-Königen – Divya, Rudok und Bhima. Laut der Historikerin Romila Thapar ist dies vielleicht der erste Bauernaufstand in der indischen Geschichte. In seiner Herrschaft enteignete Bhima die brahmanischen und anderen Begünstigten und erhob Steuern von ihnen und priorisierte die Interessen der Bauern. Während des elften und zwölften Jahrhunderts waren einige der Kaivartas in Sanskrit bewandert und verfassten Poesie.
Ende des 19. Jahrhunderts schienen Gelehrte über den Rang der Mahishya in der bengalischen Gesellschaft unterschiedlicher Meinung zu sein. Der Sanskritgelehrte und Antiquar Rajendralal Mitra deutete an, dass Mahishya eine Kaste kleiner Bauern sein könnten, denen der Zugang zu moderner Bildung fehlte. Jogendranath Bhattacharya, Präsident des College of Nadia Pandits und Autor des bedeutenden Werks „Hindu Castes and Sects“ von 1896, bemerkte jedoch, dass in den Unterbezirken Tamluk und Contai von Midnapore, wo sie zahlreich waren und die Bevölkerung höherer Kasten gering war, die Kaivartta als Teil der lokalen Aristokratie betrachtet werden konnten, und in anderen Distrikten ihre Position nur den Kayastha nachstand. Die Mahishya-Bewegung im späten neunzehnten Jahrhundert wurde von erfolgreichen Individuen angetrieben, die neue Möglichkeiten in Handel, Bildung und Berufen genutzt hatten, oft im Gegensatz zu traditionellen Samajpatis (landbesitzenden sozialen Führern), die die Bewegung manchmal ablehnten. Bis dahin wurden diese vielfältigen Individuen im Allgemeinen als Chasi-Kaibartta identifiziert. Die Bevölkerung der Chasi-Kaibartta, insbesondere im östlichen und südlichen Teil des Distrikts Midnapore vorherrschend, etablierte eine mächtige Position in der Agrarwirtschaft, indem sie Land urbar machten und verschiedene Schichten von Zamindaren und Jotedaren bis hin zu Kleinbauern einnahmen. Mehrere prominente quasi-königliche Familien aus Medinipur, darunter die Tamluk Raj Familie, die Kajlagarh Raj Familie und die Moyna Raj Familie, identifizieren sich als Mahishya.
In Distrikten wie Dhaka waren die oberen und mittleren Klassen der Mahishya (auch bekannt als Parasar Das oder Halik Das) seit der Zeit der muslimischen Herrschaft bemerkenswerte Zamindare und bedeutende Landbesitzer. In anderen Distrikten wie Burdwan, Hooghly, Nadia, den 24 Parganas und östlichen Gebieten wie Faridpur hatten sie wichtige Positionen in der Landwirtschaft inne, wobei einige bedeutende Landbesitzer, Getreidehändler und Bauern-Eigentümer waren. Bedeutende Landbesitzerfamilien in Kolkata wie die Marh Familie in Janbazar und die Mondal Familie von Bawali waren ebenfalls Mahishya. In städtischen Gebieten war ein bedeutendes Mahishya-Kontingent im Handel, in der Fertigung und in Berufen wie der Rechtswissenschaft tätig.
Während viele Mahishya weiterhin traditionelle landwirtschaftliche Arbeit in ländlichen Gebieten ausüben, wechselten innerhalb einer Generation große Zahlen von der Landwirtschaft zur Ingenieurwesen und qualifizierten Arbeit in den urbanisierten Gebieten von Howrah und Kolkata. In Howrah sind die Mahishya die zahlreichsten und erfolgreichsten Geschäftsleute. Um die Jahrhundertwende des 20. Jahrhunderts gehörten die meisten Ländereien und Fabriken den Kayastha; doch bis 1967 besaß die Mahishya-Gemeinschaft 67 Prozent der Ingenieurunternehmen im Distrikt.

## Rolle in der Unabhängigkeitsbewegung
Digambar Biswas und Bishnu Charan Biswas, kleine Zamindare und Geldverleiher aus dem Distrikt Nadia, organisierten die Bauern von Nadia und Jessore und stellten eine Armee von Lathiyals und Speerkämpfern auf. Sie führten den Indigoaufstand in der Region an und bezahlten nach dem Aufstand die Schulden der Bauern zurück. Unzufriedene ehemalige Angestellte der Indigo-Fabriken, Dorfvorsteher (Mandals) sowie Mitglieder einiger anderer Bauerngemeinschaften beteiligten sich maßgeblich an diesem Aufstand gegen europäische Pflanzer.
Die Mahishya spielten eine prominente Rolle in der nationalistischen Bewegung. Deshapran Birendranath Sasmal führte 1919 die Mahishya gegen die Union Board-Steuern an, die später in Midnapore mit der Nichtkooperationsbewegung verschmolz. Während der Ziviler Ungehorsam ebneten die Mahishya den Weg für zukünftige Aktionen, die zum virtuellen Zusammenbruch der britischen Verwaltung in den Gebieten Tamluk und Contai führten.
In den 1940er Jahren waren die Mahishya das Rückgrat der von der Kongresspartei geführten militanten nationalistischen Bewegung in Midnapore und ganz Süd-Bengalen. Tatsächlich war die Mehrheit der Führer und Fußsoldaten der Quit India Movement in Midnapore Mahishya. Sie hatten in Tamluk eine Parallelregierung, die Tamralipta Jatiya Sarkar, errichtet, die fast zwei Jahre (1942–1944) bestand. Sie hatte eine eigene Armee, Justiz und Finanzabteilung. Biplabi, das Sprachrohr der parallelen Nationalregierung in Midnapore, wurde später in englischer Sprache veröffentlicht.

## Varna-Status
Das traditionelle Varna-System in Bengalen wurde manchmal durch eine primäre Teilung zwischen Brahmanen und Shudran charakterisiert, wobei viele nicht-brahmanische Gruppen, einschließlich derer mit historischen Ansprüchen auf Kshatriya- und Vaishya-Status, in bestimmten Klassifikationen grob unter dem Shudra-Dach zusammengefasst wurden. Die Mahishya haben jedoch konsequent einen eigenständigen und höheren Status beansprucht. Schriftlich, wie oben erwähnt, beschreiben Texte wie die Yājñavalkya Smṛti, das Gautama Dharmasutra und das Brahma Vaivarta Purana den Mahishya (oder Kaivarta, historisch mit der Gruppe verbunden) als aus einer Verbindung eines Kshatriya-Vaters und einer Vaishya-Mutter entstanden. Historisch strebte die Gemeinschaft aktiv Anerkennung im Einklang mit dieser Herkunft an und beanspruchte bei der Volkszählung von 1901 den Vaishya-Status und bei der Volkszählung von 1931 den Kshatriya- oder Mahishya-Kshatriya-Status. Gelehrte wie Swapan Dasgupta unterstützen ihren Anspruch auf eine Kshatriya-Herkunft und verweisen auf ihre Geschichte als Bauernmiliz, wobei sie Parallelen zu Gruppen wie den Khandaits aus Orissa ziehen. Der spezifische Varna-Status der Mahishya ist Gegenstand wissenschaftlicher Diskussion. Es ist wichtig zu beachten, dass die Mahishya-Gemeinschaft sich von der Gruppe der Jalia Kaibarta unterscheidet, die traditionell mit dem Fischfang verbunden ist und separat klassifiziert wird.
Trotz ihrer historischen Prominenz und Selbstidentifikation mit höheren Varnas wurden bestimmte Klassifikationen durch die Kolonialverwaltung, wie die Aufnahme von Chasi-Kaibarta in die Liste der „depressed classes“ von 1921, von wohlhabenden und aufstrebenden Teilen der Gemeinschaft stark zurückgewiesen, die solche Klassifikationen als schädlich für ihren Anspruch auf den Status einer „High Caste Hindu“ betrachteten. Später, im Jahr 1946, angesichts wahrgenommener Nachteile, bemühte sich ein Kastenverband um besondere Einrichtungen, indem er sich als „intermediate and depressed“ Kasten identifizierte, was ihren Ausschluss von Möglichkeiten hervorhob, ein Schritt, der eher strategisches politisches Manövrieren als eine allgemeine Akzeptanz eines niedrigen Status widerspiegelte.
Im modernen Kontext, während die Mandal-Kommission sowohl Chasi-Kaibarta als auch Mahishya für den Bundesstaat Westbengalen in die Liste der 177 „backward classes“ aufnahm, war der Status komplex. Die Sen-Kommission unterschied zwischen Chasi-Kaibarta (als rückständig identifiziert) und Mahishya (nicht als rückständig identifiziert). Derzeit ist der OBC-Status für diejenigen verfügbar, die als Chasi-Kaibarta dokumentiert sind. Die Mahishya-Gruppe als Ganzes bleibt in der General category und bildet weiterhin die größte Kaste in Westbengalen.
Basierend auf ihren schriftlichen Ursprüngen, ihrer historischen Prominenz als Herrscher und Landbesitzer, ihrem wirtschaftlichen Erfolg sowohl im Agrar- als auch im Industriesektor, ihrem bedeutenden politischen Einfluss, ihrer sozialen Stellung und ihrer modernen Klassifizierung hauptsächlich innerhalb der General Category werden die Mahishya weithin als eine Ober-Mittelkaste in der bengalischen Hindu-Sozialhierarchie betrachtet.

## Sozioökonomische Bedingungen
Während viele immer noch in traditioneller Arbeit in ländlichen Gebieten tätig sind, gaben die Mahishya innerhalb einer Generation in großer Zahl die Landwirtschaft zugunsten von Ingenieurwesen und qualifizierter Arbeit in den urbanisierten Gebieten von Howrah und Kolkata auf. In Howrah sind die Mahishya die zahlreichsten und erfolgreichsten Geschäftsleute. Um die Jahrhundertwende des 20. Jahrhunderts gehörten die meisten Ländereien und Fabriken den Kayastha; doch bis 1967 besaß die Mahishya-Gemeinschaft 67 Prozent der Ingenieurunternehmen im Distrikt. Als zum Beispiel der Kampf zwischen Subhas Chandra Bose und Birendranath Sasmal um den Posten des Chief Executive Officer der Calcutta Municipal Corporation stattfand, die damals das politische Leben Bengalens dominierte, ging Bose geschickt als Sieger hervor. Obwohl Chittaranjan Das ursprünglich vorgeschlagen hatte, Sasmals Verdienste mit diesem Job zu belohnen, zog er sich bald zurück, als er feststellte, dass die Wahl die Kayastha-Clique der Stadt beleidigen würde. Einer von ihnen ging sogar so weit zu kommentieren: „Wird ein Keot aus Midnapur kommen und in Kalkutta herrschen?“ Sasmal stellte seinem Mentor Das bei einer Sitzung des Bengal Provincial Congress Committee (BPCC) zwei Fragen: „(1) Subhas Bose war zum Mitglied und sein Bruder Sarat Bose zum Alderman der Calcutta Corporation von der Swaraj-Partei gewählt worden. Warum war das BPCC darauf aus, die Herrschaft einer Familie über die Corporation zu etablieren? (2) Auf dem höchsten Führungsposten der Corporation wurde vorgeschlagen, ihn zu übergehen und einen anderen Mann zu ernennen. War dies, weil er wegen seiner niedrigen Kaste verachtet wurde?“ Das drückte seine Verärgerung über die erste Frage aus und gab eine unzureichende Antwort auf die zweite, die Sasmal nicht zufriedenstellte. Sasmal verließ das BPCC in völliger Demütigung und Wut und widmete sich seiner Anwaltstätigkeit und seiner Kontrolle über die lokale Politik in Contai und Midnapore.
Trotz des finanziellen, sozialen und politischen Erfolgs der Mahishya sahen sie sich manchmal sozialen Herausforderungen gegenüber. Historisch mit landwirtschaftlichen Wurzeln verbunden, war die Gemeinschaft der Handarbeit nicht abgeneigt, ein Merkmal, das von Teilen der traditionell „höheren Kasten“ manchmal anders betrachtet wurde. Diese Dynamik wird durch Fälle von Widerstand veranschaulicht, mit denen prominente Mahishya konfrontiert waren, als sie städtische und politische Sphären navigierten, die zuvor von anderen Gruppen dominiert wurden.
Während der 1980er Jahre gab es von Seiten der Regierung von Westbengalen keinen politischen Willen, die rückständigen Kasten im Staat anzuerkennen. Die Mandal-Kommission nahm sowohl Chasi-Kaibarta als auch Mahishya in die Liste der 177 „backward classes“ für den Bundesstaat Westbengalen auf. Seit 1989, nach Inkrafttreten der Vorschläge der Kommission, startete ein Teil der unteren Mittel- und Unterschicht-Mahishya eine Kampagne mit geringer Intensität für den OBC-Status. Sie wurde jedoch von einigen Personen aus wohlhabenden Schichten abgelehnt, die sogar gegen diese Initiative vor Gericht gezogen waren. Ende der 1990er Jahre kam die Sen-Kommission zu dem Schluss, dass Chasi-Kaibarta eine rückständige Klasse darstellte und Mahishya als solche keine rückständige Klasse im Staat war. Anfang der 2000er Jahre wurde den Chasi-Kaibarta der OBC-Status gewährt. Jeder, der Dokumente vorlegen konnte, die belegen, dass er zur Kaste der Chashi-Kaibarta gehörte, war damals für den OBC-Status berechtigt. Seit Anfang der 2010er Jahre setzen sich auch die Wohlhabenderen unter den Mahishya für den OBC-Status der gesamten Kaste ein, aber die als Mahishya bezeichnete Gruppe gehört immer noch zur General category und bildet weiterhin die größte Kaste Westbengalens.
Ab Ende des zwölften Jahrhunderts betrachtete Partha Chatterjee die Mahishya als die wichtigste Mittelkaste-Gruppe im südwestlichen Bengalen, wo sie sehr zahlreich sind und die Distrikte Midnapore, 24 Parganas, Hooghly, Howrah umfassen; während Beech & Beech sie als die dominierende Kaste im südlichen Teil der beiden ersteren Distrikte anerkannten. Nadia und Murshidabad sind zwei weitere Distrikte, in denen die Mahishya zahlenmäßig die dominanteste Kaste sind.

## Bekannte Persönlichkeiten
- Rani Rashmoni, indische Zamindar, Geschäftsfrau, Philanthropin, Gründerin des Dakshineswar Kali Temple[79][80]
- Diwan Mohanlal, Hindu-König und einer der Oberbefehlshaber von Nawab Siraj ud-Daulah[81]
- Birendranath Sasmal, Freiheitskämpfer, Barrister und Politiker, populär bekannt als Deshapran[82][83]
- Hemchandra Kanungo, einer der ersten Revolutionäre, der ins Ausland ging, um Bombenbau zu lernen, Mitschöpfer der ersten inoffiziellen Flagge Indiens[84]
- Basanta Kumar Biswas, Freiheitskämpfer, einer der jüngsten Märtyrer, versuchte die Ermordung von Lord Hardinge[85][86]
- Matangini Hazra (1870–1942), Freiheitskämpferin, Märtyrerin während der Quit India Movement, populär bekannt als „Lady Gandhi“[87][88]
- Satish Chandra Samanta, Freiheitskämpfer, hingebungsvoller Gandhianer, gründete eine Parallelregierung in Tamluk während des British Raj[87][89]
- Sushil Kumar Dhara, Freiheitskämpfer, gründete eine Parallelregierung in Tamluk während des British Raj[87][89]
- Basanta Kumar Das, Freiheitskämpfer, Unabhängigkeitsaktivist, Politiker, Mitglied der Konstituierende Versammlung Indiens[90][91]
- Anath Bandhu Panja, Freiheitskämpfer, Mitglied der Bengal Volunteers, als Märtyrer gestorben nach der Ermordung von District magistrate Bernard E. J. Burge[92][93]
- Charu Chandra Bhandari, Unabhängigkeitsaktivist, Gandhianer Politiker, Rechtsanwalt und war der Hauptführer der Sarvodaya Movement in Bengalen[94][95]
- Alamohan Das, wegweisender Industrieller und Gründer der India Machinery Co., Namensgeber der Dasnagar[96][97]
- Sharat Kumar Roy, indisch-amerikanischer Geologe und Abenteurer. Die erste Person indischer Herkunft, die an einer Expedition zum Nordpol teilnahm.[98]
- Prabodh Kumar Bhowmick, Professor, Autor, ehemaliger Dekan der Anthropologie an der University of Calcutta, arbeitete über die Lodha-Stämme[99]
- Sourindra Mohan Sircar, einer der größten indischen Botaniker. War auch Generalpräsident der ISCA[100]
- Tarak Chandra Das, Anthropologe, Autor, erster Professor für Anthropologie an der University of Calcutta[101]

- Sunil Janah, linker Fotojournalist und Dokumentarfotograf, Mitbegründer der Calcutta Film Society[35]
- Kanan Devi, anerkannt als „die erste Dame des bengalischen Kinos“, wurde 1976 mit dem Dadasaheb Phalke Award ausgezeichnet.[102][103]
- Nirmalendu Chowdhury, hochgelobter Musiker, Komponist und Sänger, trug maßgeblich zur Volksmusik Ostindiens bei.[104][105]
- Mani Lal Bhaumik, indisch-amerikanischer Physiker, Unternehmer, internationaler Bestsellerautor und Philanthrop[106]
- Anil Kumar Gain, indischer Mathematiker und Statistiker, Gründer der Vidyasagar University[107]
- Kapitän Suresh Biswas, indischer Abenteurer, erlangte Ruhm als Ringmeister, war maßgeblich an der Niederschlagung des Brazilian Naval Revolt beteiligt.[108]
- Pabitra Sarkar, indischer Linguist, Schriftsteller und Akademiker, gewann den Order of the Rising Sun von der Regierung Japans[109]
- Dinesh Das, bengalischer Dichter, Unabhängigkeitsaktivist, marxistischer Schriftsteller[84][110]
- Anil Ghorai, indischer Dichter, Romancier und Kurzgeschichtenautor, gewann 2010 den Bankim Puraskar[111][112]
- Anil Biswas, indischer Politiker, einer der führenden marxistischen Führer, ehemaliges Mitglied des Politbüros der CPIM[113]
- Abha Maiti, Freiheitskämpferin, Politikerin, Ministerin für Flüchtlingshilfe und Rehabilitation von Westbengalen (1962–1967), Staatsministerin für Industrie der Regierung Indiens von 1977 bis 1979[114][115]
- Sailen Manna (1924–2012), indischer Fußballer, der einzige asiatische Fußballer, der 1953 von der English FA unter die zehn besten Kapitäne der Welt gewählt wurde.[116]